# Одесская национальная академия пищевых технологий
Одесский национальный технологический университет (ОНТУ; укр. Одеський національний технологічний університет) — технологический вуз, расположенный в городе Одесса. Научно-учебный центр по подготовке кадров для пищевой и перерабатывающей промышленности.

## Названия вуза в разные годы
1. Одесская школа мукомолов (1902);
2. Одесское мельнично-техническое училище (1909);
3. Техникум технологии зерна и муки (1922);
4. Одесский политехникум технологии зерна и муки (1928);
5. Институт технологии зерна и муки имени И. В.Сталина (1929);
6. Одесский институт инженеров мукомольной промышленности и элеваторного хозяйства (1939);[1]
7. Одесский технологический институт пищевой промышленности им. М. В. Ломоносова (1970);
8. Одесская государственная академия пищевых технологий (1994);
9. Одесская национальная академия пищевых технологий (2002);
10. Одесский национальный технологический университет (2022).

## История становления ОНТУ
ОНАПТ основана 20 октября 1902 года как Одесская школа мукомолов.
Первым директором школы назначили профессора В. С. Кнабе, который прибыл из Харькова.
Первым и единственным в стране высшим учебным заведением зерноперерабатывающего профиля стал техникум технологии зерна и муки, открытый 22 июня 1922 года на базе Одесского мельнично-технического училища. Управляющим техникума был назначен выдающийся специалист, инженер-мукомол, профессор К. А. Богомаз, руководивший им с 1922 по 1929 годы.
В профессорско-преподавательский состав техникума входили известные крупные специалисты-профессора К. И. Дебу (органическая химия), В. Н. Пинегин (гидравлика и гидравлические установки), А. И. Приббе (теплотехника), И. А. Сербинов (микробиология). Учебные занятия проходили в здании бывшего мельнично-технического училища (ул. Московская, 24). В 1924 году техникум временно находился в здании гимназии файга (ул. Щепкина, 5).
В 1925 году коллектив техникума пополнился высококвалифицированными специалистами мукомольного дела профессорами В. Я. Гиршсоном, Л. В. Минаевым, Г. Д. Домбровским и другими. В 1928 году техникум был преобразован в Одесский политехникум технологии зерна и муки с тремя факультетами: технологическим, механическим и хлебопекарным. В составе преподавателей были профессора К. А. Богомаз, В. Я. Гиршсон, Н. Н. Васильев, Б. А. Николаев, Н. Н. Зарембо-Падичанский, А. И. Приббе, квалифицированные преподаватели: П. Г. Демидов, Н. И. Озолин, Г. Д. Домбровский, К. М. Панченко и другие.
Политехникум в 1929 году был реорганизован в институт технологии зерна и муки имени И. В. Сталина. Его директором стал Л. М. Ланда. В институте функционировало пять факультетов: технологический, механический, хлебопекарный, комбикормовый и инженерно-организаторский. В 1930—1931 гг. были созданы химический факультет, вечерний институт, заочный сектор, экстернат (заочный факультет) и курсы повышения квалификации технических работников.
В 1938 году институт возглавил его выпускник 1931 года, к. т. н. доцент С. М. Золотарев. В 1938 году в аспирантуру было принято 19 человек. К началу 1940/41 учебного года в институте обучалось 845 студентов (обучение велось на украинском и русском языках). Преподавателей было 157 человек, из них 4 профессора и 30 доцентов.
В 1961 году присвоено имя М. В. Ломоносова. Важной вехой в истории института стал 1969 год. В результате реорганизации двух одесских вузов — Одесского технологического института (ОТИ) и Одесского института пищевой и холодильной промышленности (ОТИХП) был образован фактически новый, крупнейший в стране институт чисто пищевого профиля. В 1970 году Совет Министров Украины переименовал новый институт в Одесский технологический институт пищевой промышленности им. М. В. Ломоносова. В таком качестве институт просуществовал до 20 ноября 1994 года, когда ему был присвоен статус Академии. С этой даты вуз стал именоваться Одесской государственной академией пищевых технологий (ОГАПТ).
С 2002 года вуз получил статус «национальной академии» и стал именоваться Одесской национальной академией пищевых технологий (ОНАПТ)